# Inwestycja portfelowa
Inwestycja portfelowa (zagraniczna inwestycja pośrednia) – transakcje i pozycje, których przedmiotem są dłużne lub udziałowe papiery wartościowe niezaliczone do inwestycji bezpośrednich lub aktywów rezerwowych. Inwestycje portfelowe obejmują udziałowe papiery wartościowe (jeżeli nie gwarantują przejęcia efektywnej kontroli nad przedsiębiorstwem emitującym), tytuły uczestnictwa funduszy inwestycyjnych oraz dłużne papiery wartościowe, z wyjątkiem tych, które zostały zaliczone jako inwestycje bezpośrednie lub aktywa rezerwowe. Inwestycje portfelowe nie obejmują takich transakcji jak sprzedaż z przyrzeczeniem odkupu (tzw. repo) czy pożyczka papierów wartościowych.
W uproszczeniu inwestycja portfelowa to operacja zakupu przez inwestorów z jednego kraju aktywów finansowych (przede wszystkim papierów wartościowych) w innym kraju. Inwestorzy nie przejmują w tym wypadku aktywnej kontroli nad instytucjami emitującymi papiery wartościowe, a zadowalają się realizacją zysków. Zysk jest generowany przez różnice w kursach walutowych lub wahania stóp procentowych, dlatego inwestorzy zainteresowani papierami wartościowymi często opierają swoje decyzje na ratingu danego państwa.